# Stazione di Castenaso Stellina
La stazione di Castenaso Stellina è una fermata ferroviaria a servizio della frazione di Stellina di Castenaso, nella città metropolitana di Bologna. È posta sulla ferrovia Bologna-Portomaggiore.
Fu inaugurata nel 1997.
È gestita da Ferrovie Emilia Romagna (FER).

## Strutture e impianti
La stazione è costituita da un marciapiede con pensilina.

## Movimento
Il servizio passeggeri è costituito dai treni della linea S2B (Bologna Centrale - Portomaggiore) del servizio ferroviario metropolitano di Bologna.
I treni sono svolti da Trenitalia Tper nell'ambito del contratto di servizio stipulato con la regione Emilia-Romagna.
A novembre 2013, l'impianto risultava frequentato da un traffico giornaliero medio di 286 persone.
A novembre 2019, la stazione risultava frequentata da un traffico giornaliero medio di circa 240 persone (116 saliti + 124 discesi).